# Le Souffre-douleur (film)
Pour plus de détails, voir Fiche technique et Distribution.
Le Souffre-douleur (titre original : Big Bully) est un film américain réalisé par Steve Miner en 1996.

## Synopsis
David Leary revient à Hastings enseigner les lettres dans l'école où il a étudié. À l'époque, il était le souffre-douleur d'un certain Rosco Bigger.

## Fiche technique
- Titre : Le Souffre-douleur
- Titre original : Big Bully
- Réalisation : Steve Miner
- Scénario : Mark Steven Johnson
- Musique : David Newman
- Photographie : Daryn Okada
- Montage : Marshall Harvey
- Production : Gary Foster, Lee Rich et James G. Robinson
- Société de production : Morgan Creek Entertainment et Lee Rich Productions
- Société de distribution : Warner Bros. (États-Unis)
- Pays de production :  États-Unis
- Genre : Comédie noire et thriller
- Durée : 90 minutes
- Date de sortie : 
  - États-Unis : 26 janvier 1996

## Distribution
- Rick Moranis (VF : Georges Caudron) : David Leary
  - Justin Jon Ross (VF : Hervé Grull) : David Leary jeune
- Tom Arnold (VF : Daniel Beretta) : Roscoe Bigger
  - Michael Zwiener  : Roscoe Bigger jeune
- Julianne Phillips (VF : Nathalie Régnier) : Victoria
- Carol Kane : Faith Bigger
- Jeffrey Tambor (VF : Hervé Caradec) : Art Lundstrum
- Curtis Armstrong (VF : Michel Mella) : Clark
- Faith Prince (VF : Danièle Hazan) : Betty Lundstrum
- Don Knotts (VF : Bernard Musson) : le principal Kokelar
- Blake Bashoff (VF : Donald Reignoux) : Ben Leary
- Susan Bain (VF : Frédérique Cantrel) : La mère de David